# Liste der denkmalgeschützten Objekte in Ebreichsdorf
Die Liste der denkmalgeschützten Objekte in Ebreichsdorf enthält die 37 denkmalgeschützten, unbeweglichen Objekte der Stadtgemeinde Ebreichsdorf im niederösterreichischen Bezirk Baden.

## Denkmäler
| Foto |                 | Denkmal                                                                                           | Standort                                                           | Beschreibung | Metadaten |
| ---- | --------------- | ------------------------------------------------------------------------------------------------- | ------------------------------------------------------------------ | --- | --- |
| ja   | Datei hochladen | Thorntonhaus (Bürgerversorgungshaus bzw. Lang’sche Kattunfabrik) HERIS-ID: 33754 Objekt-ID: 31487 | Hauptplatz 20 Standort KG: Ebreichsdorf                            | Das Thorntonhaus (benannt nach Johann Thornton oder einem Verwandten) ist eine ehemalige Kattunfabrik aus dem Jahr 1773, das für Franz Xaver Lang an der Stelle einer Tuchfabrik erbaut wurde. Die Fabrik wurde bis ins Jahr 1832 betrieben. Anschließend diente das Gebäude als Bürgerversorgungshaus. Mitte des 19. Jahrhunderts wurde das Gebäude in ein Wohnhaus umgebaut. Das dreigeschoßige Gebäude besteht aus drei Flügel um einen parkähnlichen Hof. Im straßenseitigen Fronttrakt befinden sich zwei gewölbte Durchfahrten. | BDA-Hist.: Q37953809 Status: Bescheid Stand der BDA-Liste: 2025-06-30 Name: Thorntonhaus (Bürgerversorgungshaus bzw. Lang'sche Kattunfabrik) GstNr.: 378/3, 378/6 Thorntonhaus (Ebreichsdorf)                  |
| ja   | Datei hochladen | Statue hl. Johannes Nepomuk HERIS-ID: 16423 Objekt-ID: 12683                                      | bei Hauptplatz 20 Standort KG: Ebreichsdorf                        | Die Statue des hl. Nepomuk stammt aus dem beginnenden 18. Jahrhundert und stand ursprünglich am Hauptplatz. Im Jahr 1980 wurde die Statue an die Brücke über die Piesting versetzt. | BDA-Hist.: Q37814447 Status: § 2a Stand der BDA-Liste: 2025-06-30 Name: Statue hl. Johannes Nepomuk GstNr.: 1018/1                                                                                             |
| ja   | Datei hochladen | Rathaus, ehem. Textilfabrik Regner und Rücker HERIS-ID: 58797 Objekt-ID: 69633                    | Rathausplatz 1 Standort KG: Ebreichsdorf                           | Das zweigeschoßige Gebäude des heutigen Rathauses war die ehemalige Textilfabrik Regner und Rücker und wurde im Jahr 1902 erbaut. | BDA-Hist.: Q38084780 Status: § 2a Stand der BDA-Liste: 2025-06-30 Name: Rathaus, ehem. Textilfabrik Regner und Rücker GstNr.: 75/2 Rathaus Ebreichsdorf                                                        |
| ja   | Datei hochladen | Aufnahmsgebäude Ebreichsdorf HERIS-ID: 60190 Objekt-ID: 72214                                     | Rechte Bahnzeile 10 Standort KG: Ebreichsdorf                      | Das Aufnahmsgebäude des alten (ehemaligen) Bahnhofs stammt aus dem Jahr 1871 und wurde zweigeschoßig aus Lorettosandstein errichtet. | BDA-Hist.: Q38090745 Status: Bescheid Stand der BDA-Liste: 2025-06-30 Name: Aufnahmsgebäude Ebreichsdorf GstNr.: 1059 Aufnahmsgebäude Bahnhof Ebreichsdorf                                                     |
| ja   | Datei hochladen | Wasserschlossanlage Ebreichsdorf HERIS-ID: 33753 Objekt-ID: 31486                                 | Schloßplatz 1 Standort KG: Ebreichsdorf                            | Das Renaissanceschloss steht an der Stelle einer mittelalterlichen Burg innerhalb eines weitläufigen Parks. Das Schloss ist über eine Brücke, bestehend aus drei Steinbogen, erreichbar. Errichtet wurde die Burg 1294 von Otacher von Ebreichsdorf. Die Burg wurde von Matthias Corvinus im Jahr 1487 erobert und 1529 im Zuge der Ersten Türkenbelagerung zerstört. Seit 1909 ist das Schloss im Besitz der Familie Drasche-Wartinberg. In der Besatzungszeit wurde das Schloss geplündert und devastiert. | BDA-Hist.: Q15127609 Status: Bescheid Stand der BDA-Liste: 2025-06-30 Name: Wasserschlossanlage Ebreichsdorf GstNr.: 465, 471, 479, 486, 487, 488, 489, 1022, 491/1, 491/28, 491/4, 491/46 Ebreichsdorf Castle |
| ja   | Datei hochladen | Hauptschule und Turnsaal HERIS-ID: 49621 Objekt-ID: 53531                                         | Schulgasse 6 Standort KG: Ebreichsdorf                             | Die Volks- und Hauptschule wurden im Jahr 1926 durch Siegfried Theiss und Hans Jaksch aufgestockt und 1927 durch die Turnhalle erweitert. Auch die Fassade wurde neu gestaltet. Denkmalgeschützt an der Turnhalle ist das Holzrippengewölbe. | BDA-Hist.: Q38035041 Status: § 2a Stand der BDA-Liste: 2025-06-30 Name: Hauptschule und Turnsaal GstNr.: 118/1 Hauptschule Ebreichsdorf                                                                        |
| ja   | Datei hochladen | Pfarrhof HERIS-ID: 33755 Objekt-ID: 31488                                                         | Vorstadtl 9 Standort KG: Ebreichsdorf                              | Der Pfarrhof wurde nach 1590 durch Hieronymus Beck neu errichtet. Der zweigeschoßige Bau wurde durch Anton Pilati 1705 renoviert. 1976 wurde eine gotische Lichtnische mit einem Kleeblattbogen, der vermutlich schon aus dem 14. Jahrhundert stammt, freigelegt. | BDA-Hist.: Q37953821 Status: § 2a Stand der BDA-Liste: 2025-06-30 Name: Pfarrhof GstNr.: 61 Pfarrhof Ebreichsdorf                                                                                              |
| ja   | Datei hochladen | Ehem. Rathaus HERIS-ID: 49622 Objekt-ID: 53533                                                    | Wiener Straße 3a Standort KG: Ebreichsdorf                         | Das ehemalige Gemeindeamt ist ein 1908 erbauter späthistoristischer Bau. | BDA-Hist.: Q38035053 Status: § 2a Stand der BDA-Liste: 2025-06-30 Name: Ehem. Rathaus GstNr.: 357/1 Ehemaliges Gemeindeamt Ebreichsdorf                                                                        |
| ja   | Datei hochladen | Kath. Pfarrkirche hl. Andreas, Friedhof mit Friedhofsmauern HERIS-ID: 49620 Objekt-ID: 53530      | Vorstadtl 9 Standort KG: Ebreichsdorf                              | Die Pfarrkirche ist vom Friedhof mit einer Bruchsteinmauer umgeben. Dem im Kern romanischen Bau ist ein Turm beim Eingang vorgestellt. Urkundlich belegt ist sie 1120 und war 1313 ein Filialkirche von Traiskirchen. Ab 1320 ist sie Pfarrkirche. Im Jahr 1474 wurde sie durch die Ungarn zerstört. Im 15. Jahrhundert wurde sie neuerlich erbaut. 1590 wurde sie bei einem Erdbeben beschädigt. Seit 1721 wurde sie erneut als Pfarrkirche bestiftet. Seit 1909 hat sie das Patronat der Familie Drasche-Wartinberg. | BDA-Hist.: Q22268179 Status: § 2a Stand der BDA-Liste: 2025-06-30 Name: Kath. Pfarrkirche hl. Andreas, Friedhof mit Friedhofsmauern GstNr.: 1, 2 Pfarrkirche Ebreichsdorf                                      |
| ja   | Datei hochladen | Grab- und Gedenksteine HERIS-ID: 67334 Objekt-ID: 80285                                           | Vorstadtl 9 (Kirche) Standort KG: Ebreichsdorf                     | Am Langhaus und Chor sekundär eingemauerte Grab- und Gedenksteine: - Fragment Marmorgrabplatte mit Minuskelinschrift, Hanns Fudprem, Zwerg des Schlossinhabers Simon Pötel; † 1453; darüber Rest Wappentafel Simon Pötel, bezeichnet S.P. 1481 - gotischer Grabstein mit Hügelkreuz 1. Viertel 14. Jahrhundert - Grabstein Michael Garzin; † 1555, Reisebegleiter des Hieronymus Beck von Leopoldsdorf - Gedenkstein, Familie Hieronymus Beck von Leopoldsdorf und dessen Söhne, bezeichnet 1592 | BDA-Hist.: Q38116407 Status: § 2a Stand der BDA-Liste: 2025-06-30 Name: Grab- und Gedenksteine GstNr.: 1, 2 Graves on Friedhof Ebreichsdorf                                                                    |
| ja   | Datei hochladen | Kirchhofportal HERIS-ID: 67335 Objekt-ID: 80286                                                   | Vorstadtl 9 (Kirche), bei Standort KG: Ebreichsdorf                | Das korbbogige Kirchhofportal hat einen Schweifgiebel und eine Kartusche mit Stiftungsinschrift und Wappen. Es ist mit Josef Anton Pilati Freiherr von Thassul (siehe Pilati) 1721 bezeichnet. | BDA-Hist.: Q38116416 Status: § 2a Stand der BDA-Liste: 2025-06-30 Name: Kirchhofportal GstNr.: 2 Friedhof Ebreichsdorf                                                                                         |
| ja   | Datei hochladen | Bildstock Pestkreuz HERIS-ID: 66146 Objekt-ID: 79021                                              | Wiener Neustädter Straße 14, in der Nähe Standort KG: Ebreichsdorf | Die Inschrift lautet auf die Jahreszahl 1777. Das Pestkreuz hat seinen Platz an der Ödenburger Straße nahe der Piesting. | BDA-Hist.: Q38112566 Status: § 2a Stand der BDA-Liste: 2025-06-30 Name: Bildstock Pestkreuz GstNr.: 1005/6 Pestkreuz (Ebreichsdorf)                                                                            |
| ja   | Datei hochladen | Pest-/Dreifaltigkeitssäule HERIS-ID: 66161 Objekt-ID: 79037                                       | Standort KG: Ebreichsdorf                                          | Die Dreifaltigkeitssäule ist ein Obelisk mit der Statuengruppe Gottvater, -sohn und Maria umgeben von Statuen der Pestheiligen Sebastian, Rochus und Johannes Nepomuk auf Volutenkonsolen, am Sockel Relief der hl. Rosalia. Die Säule stammt aus dem 1. Viertel des 18. Jahrhunderts und wurde 1972 vom Hauptplatz zur Abzweigung der Badener Straße versetzt (Lage). Seit 2017 steht die Dreifaltigkeitssäule wieder in der Nähe des Hauptplatzes. Anmerkung: Gemeinde vergibt Ende 2015 den Renovierungsauftrag. | BDA-Hist.: Q38112584 Status: § 2a Stand der BDA-Liste: 2025-06-30 Name: Pest-/Dreifaltigkeitssäule GstNr.: 73 Dreifaltigkeitssäule Ebreichsdorf                                                                |
| ja   | Datei hochladen | Aufbahrungshalle, ehem. Gruftkapelle HERIS-ID: 66165 Objekt-ID: 79041                             | Vorstadtl 9 (Kirche), bei Standort KG: Ebreichsdorf                | Die Aufbahrungshalle ist die ehemalige Gruftkapelle von Johann Nepomuk von Lang, der 1809 starb. Sie trägt noch heute die Gedenktafel an die Familienmitglieder. | BDA-Hist.: Q38112600 Status: § 2a Stand der BDA-Liste: 2025-06-30 Name: Aufbahrungshalle, ehem. Gruftkapelle GstNr.: 2 Aufbahrungshalle Ebreichsdorf                                                           |
| ja   | Datei hochladen | Kath. Filialkirche hl. Georg und Friedhof HERIS-ID: 56700 Objekt-ID: 66238                        | Obere Ortsstraße 14 Standort KG: Schranawand                       | Die Filialkirche ist dem hl. Georg gewidmet und ist vom Friedhof umgeben. Sie wurde um 1320 in frühgotischem Stil errichtet und erhielt im 16. oder 17. Jahrhundert einen angestellten Turm. Bis Ende des 15. Jahrhunderts war Schranawand eine eigene Pfarre und wurde danach Ebreichsdorf und 1721 Unterwaltersdorf inkorporiert. In den Jahren 1976/1977 wurde die Kirche restauriert. | BDA-Hist.: Q38073226 Status: § 2a Stand der BDA-Liste: 2025-06-30 Name: Kath. Filialkirche hl. Georg und Friedhof GstNr.: 75, 76 Filialkirche Schranawand                                                      |
| ja   | Datei hochladen | Figurenbildstock Barbarasäule HERIS-ID: 66554 Objekt-ID: 79453                                    | Standort KG: Schranawand                                           | Die Statue der hl. Barbara befindet sich auf einer toskanischen Säule und ist mit 1713 bezeichnet. | BDA-Hist.: Q38113519 Status: § 2a Stand der BDA-Liste: 2025-06-30 Name: Figurenbildstock Barbarasäule GstNr.: 72/2 Barbarasäule, Schranawand                                                                   |
| ja   | Datei hochladen | Feldkapelle HERIS-ID: 66557 Objekt-ID: 79456                                                      | Standort KG: Schranawand                                           | Giebelkapelle mit Rundbogenöffnung und Kruzifix, 1. Hälfte des 19. Jahrhunderts. | BDA-Hist.: Q38113537 Status: § 2a Stand der BDA-Liste: 2025-06-30 Name: Feldkapelle GstNr.: 146 |
| ja   | Datei hochladen | Figurenbildstock HERIS-ID: 66560 Objekt-ID: 79459                                                 | Standort KG: Schranawand                                           | | BDA-Hist.: Q38113562 Status: § 2a Stand der BDA-Liste: 2025-06-30 Name: Figurenbildstock GstNr.: 118 |
| ja   | Datei hochladen | Bildstock HERIS-ID: 66562 Objekt-ID: 79461 marterl.at: 11185                                      | Standort KG: Schranawand                                           | Der Bildstock, auch „Türkensäule“ genannt, wurde 1688 in Gedenken an den Türkensturm von 1683 von Franz und Kunigunde Arom errichtet. | BDA-Hist.: Q38113576 Status: § 2a Stand der BDA-Liste: 2025-06-30 Name: Bildstock GstNr.: 188 Türkensäule, Schranawand                                                                                         |
| ja   | Datei hochladen | Mariensäule HERIS-ID: 66571 Objekt-ID: 79474                                                      | bei Hauptplatz 8 Standort KG: Unterwaltersdorf                     | Marien- bzw. Pestsäule auf dem Hauptplatz, 1. Hälfte des 18. Jahrhunderts. Statue der Maria Immaculata auf korinthischer Säule mit dreiseitigem Volutenpostament. | BDA-Hist.: Q38113676 Status: § 2a Stand der BDA-Liste: 2025-06-30 Name: Mariensäule GstNr.: 812/1 Mariensäule, Unterwaltersdorf                                                                                |
| ja   | Datei hochladen | Wehrkirchhof mit Wehrmauer HERIS-ID: 59736 Objekt-ID: 71296                                       | Kirchengasse 3 Standort KG: Unterwaltersdorf                       | 3-4 Meter hohe Ringmauer aus Bruchstein und Quadermauerwerk um Kirche und Kapelle, 13. bis 16. Jahrhundert. An der Nordseite an die Mauer angebaute Kirchhofgebäude, im Kern bis ins 13. Jahrhundert zurück reichend. | BDA-Hist.: Q38088487 Status: § 2a Stand der BDA-Liste: 2025-06-30 Name: Wehrkirchhof mit Wehrmauer GstNr.: 1, 3, 4, 5                                                                                          |
| ja   | Datei hochladen | Ehem. Pfarrhof und Mauerring des Kirchhofes HERIS-ID: 58799 Objekt-ID: 69635                      | Kirchengasse 3 Standort KG: Unterwaltersdorf                       | Zweigeschoßiger Pfarrhof unter einem Satteldach, 1. Hälfte des 18. Jahrhunderts. | BDA-Hist.: Q38084792 Status: Bescheid Stand der BDA-Liste: 2025-06-30 Name: Ehem. Pfarrhof und Mauerring des Kirchhofes GstNr.: 22                                                                             |
| ja   | Datei hochladen | Johannes Nepomuk-Kapelle HERIS-ID: 50759 Objekt-ID: 56065                                         | Kirchengasse 4 Standort KG: Unterwaltersdorf                       | Barocke Giebelkapelle mit Rundbogenöffnung und Statue des hl. Johannes Nepomuk, bezeichnet 1766. | BDA-Hist.: Q38042000 Status: § 2a Stand der BDA-Liste: 2025-06-30 Name: Johannes Nepomuk-Kapelle GstNr.: 7 |
| ja   | Datei hochladen | Kath. Pfarrkirche hl. Bartholomäus HERIS-ID: 50758 Objekt-ID: 56064                               | Kirchengasse 6 Standort KG: Unterwaltersdorf                       | Romanischer Chorquadratsaal aus der Mitte des 12. Jahrhunderts, nach der Zerstörung 1252 Erhöhung des Langhauses und Errichten des quadratischen Chores, Anbau der Südkapelle. Im 14. Jahrhundert Umbau von Kirche und Kirchhof zu einer Wehranlage. Vom 17. bis zum frühen 20. Jahrhundert zahlreiche weitere Zubauten. 1977 Außenrestaurierung und Freilegen des romanischen Außenbaus. | BDA-Hist.: Q38041990 Status: § 2a Stand der BDA-Liste: 2025-06-30 Name: Kath. Pfarrkirche hl. Bartholomäus GstNr.: 1 Pfarrkirche Unterwaltersdorf                                                              |
| ja   | Datei hochladen | Barbarakapelle ehem. Karner HERIS-ID: 66580 Objekt-ID: 79483                                      | Kirchengasse 6 Standort KG: Unterwaltersdorf                       | Bemerkenswerter romanisch-frühgotischer ungegliederter Rechteckbau südlich neben der Pfarrkirche. | BDA-Hist.: Q38113732 Status: § 2a Stand der BDA-Liste: 2025-06-30 Name: Barbarakapelle ehem. Karner GstNr.: 1                                                                                                  |
| ja   | Datei hochladen | Ruine des ehem. Schüttkastens im Meierhof HERIS-ID: 66570 Objekt-ID: 79473                        | Mitterndorfer Straße 1 Standort KG: Unterwaltersdorf               | Ehemaliger Schüttkasten des zerstörten Schlosses Unterwaltersdorf. Zweigeschoßiger Bau unter Satteldach, errichtet 1563/64. | BDA-Hist.: Q38113663 Status: Bescheid Stand der BDA-Liste: 2025-06-30 Name: Ruine des ehem. Schüttkastens im Meierhof GstNr.: 228/1 Schüttkasten Unterwaltersdorf                                              |
| ja   | Datei hochladen | Ehem. Aufnahmsgebäude Unter-Waltersdorf, Heimatmuseum HERIS-ID: 46495 Objekt-ID: 48571            | Rechte Bahnzeile 1 Standort KG: Unterwaltersdorf                   | Der eingeschoßige Sandsteinquaderbau ist in originalen Formen aus der Bauzeit 1871 erhalten. Er beherbergt heute das Ebreichsdorfer Heimatmuseum. | BDA-Hist.: Q38022035 Status: Bescheid Stand der BDA-Liste: 2025-06-30 Name: ehem. Aufnahmsgebäude Unter-Waltersdorf, Heimatmuseum GstNr.: 729 Aufnahmsgebäude Bahnhof Unterwaltersdorf / Heimatmuseum          |
| ja   | Datei hochladen | Wohnhaus HERIS-ID: 35195 Objekt-ID: 33846                                                         | Theodor Gülcher-Gasse 9 Standort KG: Unterwaltersdorf              | Wohnhaus von Anton Strauß. Zweigeschoßiger Bau unter mächtigem Walmdach, wahrscheinlich vom Ende des 18. Jahrhunderts. | BDA-Hist.: Q37962103 Status: Bescheid Stand der BDA-Liste: 2025-06-30 Name: Wohnhaus GstNr.: 204 |
| ja   | Datei hochladen | Bürgerhaus HERIS-ID: 35196 Objekt-ID: 33847                                                       | Wiener Straße 6 Standort KG: Unterwaltersdorf                      | Ehemalige Poststation. Eingeschoßiger Bau unter Satteldach mit Biedermeierfassade, 1. Hälfte des 19. Jahrhunderts. | BDA-Hist.: Q37962117 Status: Bescheid Stand der BDA-Liste: 2025-06-30 Name: Bürgerhaus GstNr.: 173 Bürgerhaus, Wiener Straße, Unterwaltersdorf 6                                                               |
| ja   | Datei hochladen | Anlage Schloss Schöngrabern HERIS-ID: 66569 Objekt-ID: 79472seit 2014                             | Wiener Neustädterstraße 7 Standort KG: Unterwaltersdorf            | Schloss Schöngrabern (auch Schloss Schöngraben) war der Sitz einer kleinen, 1499 erstmals erwähnten, aber wesentlich älteren Herrschaft, deren Untertanen im gegenüberliegenden „Bayernlandl“ lebten. 1571 Erwähnung als Freihof. Nach dem Erwerb der Herrschaft durch Andreas Kielmann trug das Schloss den Namen „Kielmannsegg“. Im Jahr 1656 kaufte Friedrich Cavriani das Schloss und änderte den Namen auf Schloss Schöngraben. Nach der Zerstörung 1683 im Zuge der Türkeneinfälle erfolgte der Wiederaufbau. Das heutige Barockschloss liegt in einem als Naturdenkmal ausgewiesenen Englischen Garten mit Teichen, Wasserläufen, Hügelinseln und Brücken. | BDA-Hist.: Q38113651 Status: Bescheid Stand der BDA-Liste: 2025-06-30 Name: Anlage Schloss Schöngrabern GstNr.: 117/1, 117/2, 118, 114/1, 114/2 Schloss Schöngrabern, Unterwaltersdorf                         |
| ja   | Datei hochladen | Johannes Nepomuk-Kapelle HERIS-ID: 66585 Objekt-ID: 79488                                         | Standort KG: Unterwaltersdorf                                      | Die Nepomukstatue steht in einer neuen Kapelle nur einige Meter vom ursprünglichen Standort entfernt nahe der ehemaligen Rossschwemme. | BDA-Hist.: Q38113761 Status: § 2a Stand der BDA-Liste: 2025-06-30 Name: Johannes Nepomuk-Kapelle GstNr.: 792/1 Nepomukkapelle bei Rossschwemme, Unterwaltersdorf                                               |
| ja   | Datei hochladen | Hubertuskapelle HERIS-ID: 66586 Objekt-ID: 79489                                                  | Standort KG: Unterwaltersdorf                                      | Die Hubertuskapelle (ursprünglich Rochus- oder Rosalienkapelle) wurde 1682–1700 errichtet und wurde 1963 restauriert. Im Inneren befindet sich eine Statue des hl. Rochus. | BDA-Hist.: Q38113773 Status: § 2a Stand der BDA-Liste: 2025-06-30 Name: Hubertuskapelle GstNr.: 654 Hubertuskapelle, Unterwaltersdorf                                                                          |
| ja   | Datei hochladen | Friedhofskapelle/Aufbahrungshalle HERIS-ID: 66587 Objekt-ID: 79490                                | Standort KG: Unterwaltersdorf                                      | Klassizistische Aufbahrungshalle mit Stufengiebel und Eckpilastern, bezeichnet 1825. | BDA-Hist.: Q38113782 Status: § 2a Stand der BDA-Liste: 2025-06-30 Name: Friedhofskapelle/Aufbahrungshalle GstNr.: 394                                                                                          |
| ja   | Datei hochladen | Kath. Pfarrkirche hll. Peter und Paul Kirchhof mit Kirchhofmauer HERIS-ID: 57024 Objekt-ID: 66712 | bei Kirchenplatz 3 Standort KG: Weigelsdorf                        | Romanisch-frühgotische Chorturmkirche aus dem 12. bis 14. Jahrhundert, von Kirchhof mit niedriger neuzeitlicher Bruchsteinmauer umgeben. Gewaltiger Chorturm, wahrscheinlich im 14. Jahrhundert aufgesetzt. Im 17. Jahrhundert barockisiert. | BDA-Hist.: Q38074547 Status: § 2a Stand der BDA-Liste: 2025-06-30 Name: Kath. Pfarrkirche hll. Peter und Paul Kirchhof mit Kirchhofmauer GstNr.: 1425 Pfarrkirche Peter und Paul, Weigelsdorf                  |
| ja   | Datei hochladen | Pfarrhof HERIS-ID: 35252 Objekt-ID: 33924                                                         | Kirchenplatz 3 Standort KG: Weigelsdorf                            | Zweigeschoßiger hakenförmiger Bau unter Walmdach neben der Kirche, spätmittelalterlich/frühneuzeitlich, später teilweise barockisiert. | BDA-Hist.: Q37962563 Status: § 2a Stand der BDA-Liste: 2025-06-30 Name: Pfarrhof GstNr.: 83/1 |
| ja   | Datei hochladen | Textilfabrik, ehem. Baumwollspinnfabrik Fischapark HERIS-ID: 10882 Objekt-ID: 6947                | Schivitzhoffenstraße 1 Standort KG: Weigelsdorf                    | Biedermeierliches Fabriksensemble 1,5 km südwestlich des Ortes. Besteht aus Produktionsgebäuden, Herrenhaus, Arbeiterwohnhaus und Gärtnerhaus. | BDA-Hist.: Q38084477 Status: Bescheid Stand der BDA-Liste: 2025-06-30 Name: Textilfabrik, ehem. Baumwollspinnfabrik Fischapark GstNr.: 339/2, 344/3, 344/2 Textilfabrik Fischapark                             |
| ja   | Datei hochladen | Maria Immaculata Säule HERIS-ID: 66553 Objekt-ID: 79452                                           | Hauptstraße 30, bei Standort KG: Weigelsdorf                       | Barocke Marienstatue auf toskanischer Säule, bezeichnet 1676, nach Zerstörung durch die Türken 1685 neu errichtet. | BDA-Hist.: Q38113510 Status: § 2a Stand der BDA-Liste: 2025-06-30 Name: Maria Immaculata Säule GstNr.: 987/1 Maria Immaculata (Weigelsdorf)                                                                    |